# Doctor Who: The Curse of Fatal Death
Doctor Who: The Curse of Fatal Death é um episódio especial para caridade da série britânica de ficção científica Doctor Who, transmitido em quatro partes na BBC One em 12 de março de 1999. Produzido para o Red Nose Day daquele ano, foi escrito por Steven Moffat (que em 2010 se tornaria no showrunner e produtor executivo da série) e dirigido por John Henderson.
Este episódio tem um status especial porque, embora seja uma paródia, é produzido pela BBC e reconhecido como um episódio completo, o que o torna retrospectivamente uma espécie de ponte entre a série antiga, produzida entre 1963 e 1989, e a moderna, exibida desde 2005. No entanto, muitos elementos da série, como o Mestre, os Daleks, os paradoxos temporais, o pudor da série e a regeneração do Doutor são alternadamente parodiados neste episódio.

## Sinopse
A história começa com o Mestre se regozijando com seu último esquema para destruir seu inimigo. No entanto, em vez de espionar apenas o Doutor (Rowan Atkinson) e sua companheira Emma, ele está realmente em comunicação com eles, então eles ouvem seus planos. O Doutor convida seu velho inimigo para encontrá-lo em um castelo no planeta Tersurus. O planeta está em ruínas e foi o lar de uma raça agora extinta de seres evitados por todos, porque usavam a flatulência como meio de comunicação. Todos morreram quando descobriram o fogo.
O Mestre aparece, regozijando-se por ter viajado um século de volta no tempo, e persuadido o arquiteto do castelo a colocar uma armadilha secreta da morte. O Doutor antecipou isso e viajou mais para trás, persuadindo o mesmo arquiteto a sabotar a armadilha. O Mestre também havia antecipado isso e providenciado uma armadilha adicional - com resultados idênticos, porque o Doutor também havia antecipado sua mudança. O Doutor informa ao Mestre, tendo calculado que ele "salvou cada planeta no universo conhecido no mínimo 27 vezes", e tendo se cansado de batalhas com alienígenas e "as infindáveis pedreiras de cascalho", que ele está se aposentando, tendo encontrado uma companheira - Emma - com quem ele se apaixonou. O Mestre surge ainda com outra armadilha; um alçapão sob o Doutor de Tersurus, que ele pretende sugerir ao arquiteto depois de voltar no tempo e comprar-lhe um jantar caro. No entanto, o Doutor já havia comprado o arquiteto naquele jantar, então quando o Mestre puxou a alavanca, o alçapão se abriu embaixo dele.
Segundos depois, quando o Doutor e Emma começam a sair, o Mestre aparece. Tendo levado para ele 312 anos para sair, ele surge como um homem velho coberto de esgoto. Usando sua TARDIS para retornar ao presente, ele trouxe aliados - os Daleks (que, sem nariz, são a única raça que tem algo a ver com ele). Além disso, ele foi aprimorado pela tecnologia Dalek superior, uma mão ventosa Dalek. Para o desânimo do Mestre, ele não pode responder quando Emma lhe pergunta para que serve a ventosa. O Mestre se joga no Doutor, mas cai nos esgotos novamente, e imediatamente entra de novo, outros 312 anos mais velho. Os Daleks perseguem o Doutor, jogando o Mestre mais uma vez nos esgotos. Tendo passado um total de 936 anos nos esgotos, ele retorna usando um zimmer frame (andador) e é facilmente ultrapassado pelos Daleks lentos.
Emma e o Doutor são capturados quando eles se deparam com uma sala cheia de Daleks. Em vez de serem exterminados imediatamente, eles estão amarrados a cadeiras a bordo da nave Dalek. O Mestre afirma que ele foi reforçado novamente com a tecnologia Dalek - rejuvenescendo-o e adicionando "inchaços Dalek" ao seu peito. O Doutor insulta o Mestre, comparando os "inchaços" a seios. Em troca de suas melhorias, o Mestre concordou em dar aos Daleks o feixe de energia Zektronic - uma arma que "permitiria aos Daleks conquistar o universo em questão de minutos".
Quando o Doutor diz aos Daleks que eles terão que compartilhar o universo "com a barba e os peitos", eles informam ao Doutor que eles planejam exterminar o Mestre depois que ele os tiver assistido. O Doutor usa a língua Tersuran (peidar) para avisar o seu companheiro Senhor do Tempo. O Mestre ajuda o Doutor e Emma a escapar, mas não antes que o Doutor seja fatalmente ferido pelos Daleks. Ele diz a Emma (em Tersuran, que o Mestre traduz) que ele a ama e depois morre. O Doutor se regenera em um bonito e sexualmente ansioso novo Doutor (Richard E. Grant). Forçado a consertar a arma Dalek, ele também é eletrocutado e se torna um Doutor tímido, de meia-idade e acima do peso (Jim Broadbent). Outro acidente resulta em um Doutor bonito e gentil (Hugh Grant), mas este Doutor também é acidentalmente morto enquanto conserta a arma. Devido à capacidade do feixe de energia Zektronic de desabilitar o processo regenerativo, o Doutor morre permanentemente. O Mestre promete viver uma vida de heroísmo em homenagem à memória de seu inimigo caído, assim como os Daleks.
Aparentemente através da vontade do próprio universo, o Doutor se regenera novamente, só que desta vez como mulher (Joanna Lumley). Emma está profundamente desapontada, apontando que "Você não é o cara pelo qual eu me apaixonei". O Mestre, no entanto, está bastante apaixonado por este novo Doutor, que percebe que a chave de fenda sônica tem "três configurações!" A história termina com eles saindo juntos.

## Transmissão e lançamentos
Quando originalmente transmitido, o título da história era Doctor Who: The Curse of Fatal Death. Os quatro episódios foram reeditados em um duas partes e lançados em home video alguns meses após a transmissão, com os lucros doados à Comic Relief. Os créditos de abertura foram refeitos para incluir o rosto de Rowan Atkinson. No lançamento em VHS, o título foi reduzido a The Curse of Fatal Death.
O especial foi retransmitido duas vezes no UK Gold durante sua maratona de 40 anos em 2003. Usado como uma pausa de cinco minutos entre os episódios escolhidos por fãs da era clássica, ele retornou ao seu título original e formato de quatro episódios.
The Curse of Fatal Death foi lançado digitalmente via iTunes (apenas na loja do Reino Unido) e está disponível nos canais do Red Nose Day e de Doctor Who no YouTube.